# Земля моего детства
«Земля моего детства» (1986) — советский художественный фильм.

## Сюжет
Более двадцати лет назад деревню Лужное объявили «неперспективной» и распахали пойменные луга. Но нашлись люди, которые захотели возродить плодородные земли и заброшенную деревню. 

## В ролях
- Елена Попова — Таня Корнеева, мелиоратор
- Дмитрий Матвеев — Игорь Васильевич, новый председатель колхоза
- Иван Лапиков — Николай Тихонович
- Александр Головков — Павел
- Сергей Пинегин — Митька Казаков, тракторист
- Татьяна Агафонова — Шура, жена Павла
- Юрий Назаров — Пётр, сын Федосьи, отец Тани
- Любовь Соколова — Федосья, она же баба Феня
- Артур Нищёнкин — Сан Саныч
- Анатолий Соловьёв — Егор Иванович Журавлёв
- Михаил Семаков — Геннадий Павлович Востриков, заместитель председателя
- Лариса Лужина — Антонина Сергеевна
- Владислав Толдыков — Славка, шофёр
- Николай Погодин — Николай Захарович, дядя Коля
- Александра Назарова — Лизавета, жена Петра, мать Тани
- Сергей Юртайкин — участковый
- Николай Волков — Семён Прокофьевич, дядя Сеня
- Галина Калашникова — Оля, доярка
- Ирина Токарчук — Настя, она же Анастасия Дмитриевна, доярка

## Съёмочная группа
- Автор сценария: Лариса Ягункова
- Режиссёр-постановщик: Анатолий Ниточкин
- Оператор: Феликс Кефчиян
- Художник-постановщик: Иван Тартынский
- Композитор: Эдуард Артемьев
- Звукооператор: Виктор Русаков

## Места съёмок
Фильм снимали в районе деревни Дюдиково Весьегонского района Калининской (ныне Тверской) области.